# Aeroports més transitats d'Àsia
Llista dels 10 aeroports més transitats d'Àsia per tràfic de passatgers.
| Rànquing (2017) |                                            |                                      |                  |            |          |
| Posició         | Aeroport                                   | Serveix                              | Codi (IATA/OACI) | Passatgers | Evolució |
| 1.              | Aeroport Internacional de Pequín           | Pequín, República Popular de la Xina | PEK/ZBAA         | 95.786.442 | 1,5%     |
| 2.              | Aeroport Internacional de Dubai            | Dubai, Emirats Àrabs Units           | DXB/OMDB         | 88.242.099 | 5,5%     |
| 3.              | Aeroport de Haneda                         | Tòquio (Japó)                        | HND/RJTT         | 85.408.975 | 6,5%     |
| 4.              | Aeroport Internacional de Hong Kong        | Hong Kong                            | HKG/VHHH         | 72.664.075 | 3,4%     |
| 5.              | Aeroport Internacional de Xangai-Pudong    | Xangai, República Popular de la Xina | PVG/ZSPD         | 70.001.237 | 6,1%     |
| 6.              | Aeroport Internacional de Guangzhou-Baiyun | Canton, República Popular de la Xina | CAN/ZGGG         | 65.887.473 | 10,3%    |
| 7.              | Aeroport Internacional Indira Gandhi       | Delhi, Índia                         | DEL/VIPD         | 63.451.503 | 14,1%    |
| 8.              | Aeroport Internacional Soekarno-Hatta      | Jakarta, Indonèsia                   | CGK/WIII         | 63.015.620 | 8,3%     |
| 9.              | Aeroport Internacional de Singapur-Changi  | Singapur                             | SIN/WSSS         | 62.220.000 | 6,0%     |
| 10.             | Aeroport Internacional d'Incheon           | Incheon, Corea del Sud               | ICN/RKSI         | 62.157.834 | 7,5%     |